# Til Schweiger
Tilman Valentin "Til" Schweiger, född 19 december 1963 i Freiburg, Baden-Württemberg, är en tysk skådespelare, regissör och filmproducent.

## Biografi
Schweiger växte upp i Heuchelheim. 1986 började han en skådespelarutbildning på Schule des Theaters i Köln. 1990-1992 spelade han rollen som Jo Zenker i ARD-serien Lindenstrasse. Den första filmhuvudrollen följde 1991 som Bertie i kultkomedin Manta, Manta.
2007 spelade han huvudrollen i Keinohrhasen som han även skrev manus för, regisserade och producerade. Filmen blev en stor publikframgång. 
Sedan 2013 har Schweiger producerat reklamfilmer tillsammans med sina döttrar.(Watchever, VHV)

## Filmografi
- Lindenstrasse (1989-1992)
- Manta, Manta (1991)
- Maybe, Maybe Not (1994)
- Knockin' on Heaven's Door (1997)
- Judas Kiss (1998)
- SLC Punk! (1998)
- The Replacement Killers (1998)
- Driven (2001)
- Investigating Sex (2001)
- Was Tun, Wenn's Brennt? (2001)
- Lara Croft Tomb Raider: The Cradle of Life (2003)
- King Arthur (2004)
- (T)Raumschiff Surprise - Periode 1 (2004)
- Deuce Bigalow: European Gigolo (2005)
- Barfuss  (2005)
- One Way (2006)
- The Red Baron (2007)
- Inglourious Basterds (2009)
- The Courier (2011)
- The Three Musketeers (2011)
- New Year's Eve (2011)
- This Means War (2012)
- Charlie Countryman (2013)
- Muppets Most Wanted (2014)
- Manta Manta – Zwoter Teil (2023)